# Joey's

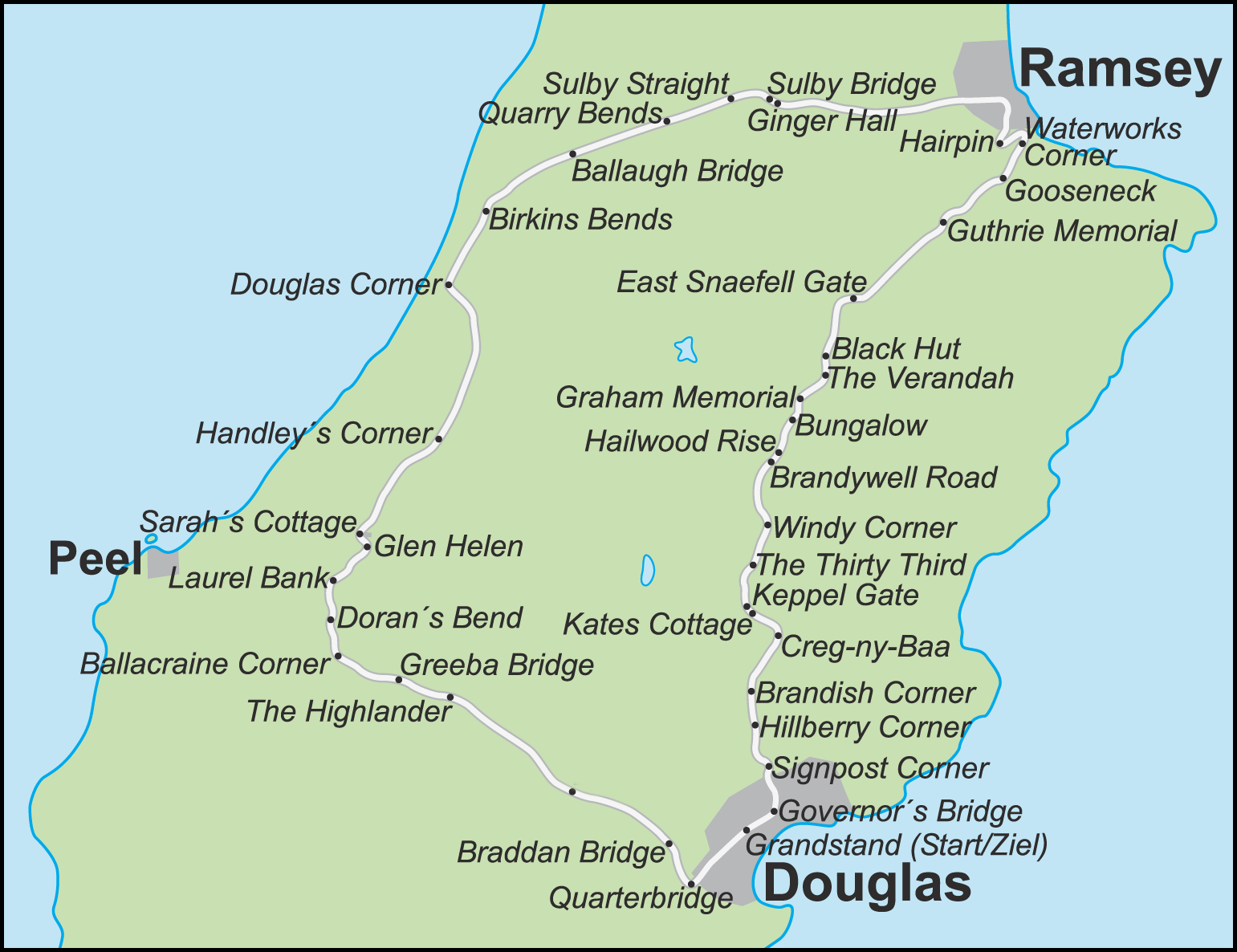
de 26th Milestone ligt langs het oostelijk deel van het circuit halverwege tussen de Gooseneck en Guthrie Memorial

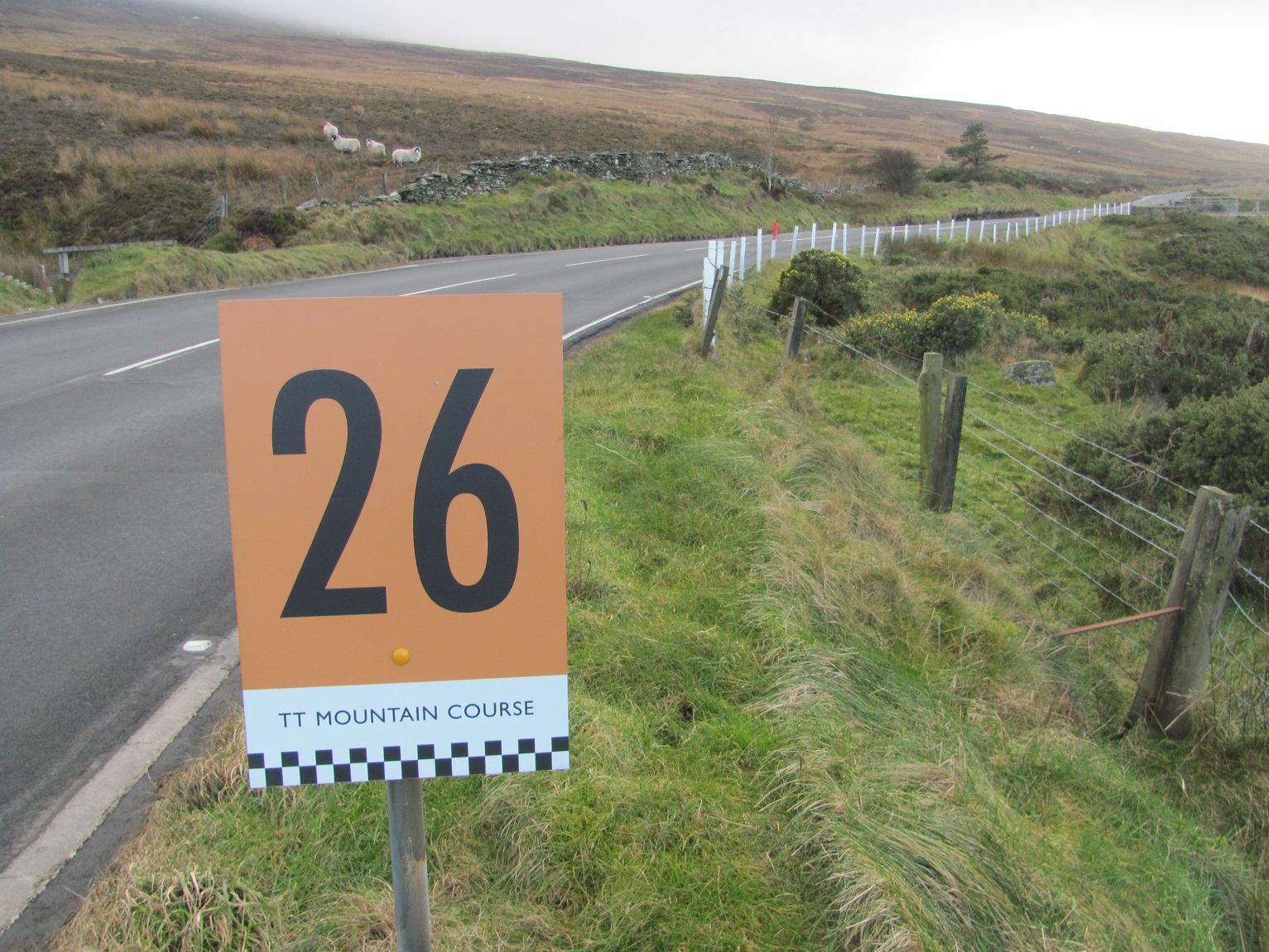

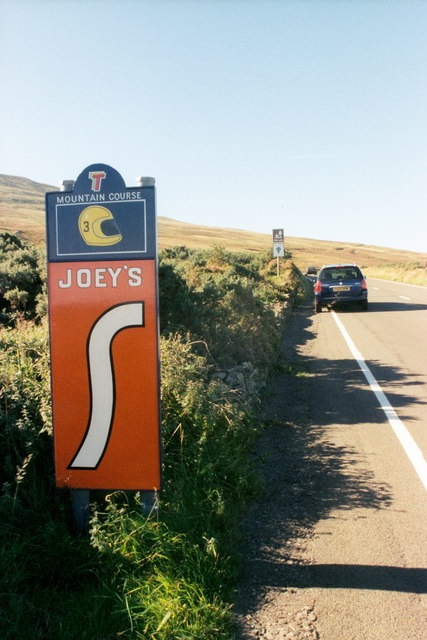

Joeys of 26th Milestone is een markant punt in de Snaefell Mountain Course, het stratencircuit dat wordt gebruikt voor de Isle of Man TT en de Manx Grand Prix. Het is een bocht in de A18 Mountain Road in de civil parish Lezayre in de omgeving van de stad Ramsey.
De A18 werd halverwege de 19e eeuw aangelegd. Daarvoor moesten een aantal schaapspoorten worden gebouwd, zoals het "East Mountain Gate", het "Beinn-y-Phott Gate" en Keppel Gate. Ter hoogte van de 26th Milestone stond een kleine metalen mijlpaal, de "13th Milestone" van de A18 Douglas-Ramsey. De 26th milestone doet alleen dienst tijdens de wegraces.
De 26th milestone maakte deel uit van de Highland Course en de Four Inch Course, die van 1904 tot 1922 werd gebruikt voor de Gordon Bennett Trial en de RAC Tourist Trophy. Vanaf 1911 werd de Snaefell Mountain course voor de Isle of Man TT gebruikt, en vanaf 1923 werd hier ook de Manx Grand Prix gereden.

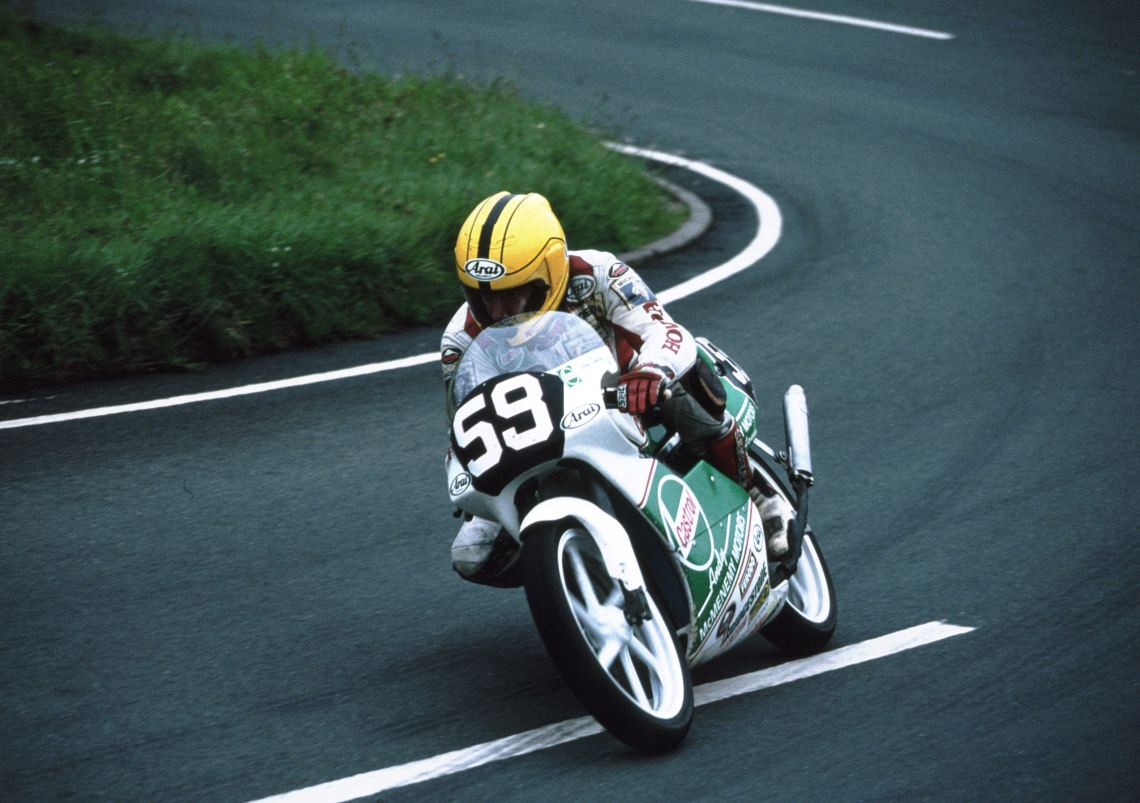
Joey bij de Gooseneck in 1992

## Naamgeving
De markante punten van de Mountain Course krijgen meestal een naam die gerelateerd is aan de omgeving waar ze liggen, zoals een boerderij, een heuvel, een dal of een vallei. Lange tijd was er kennelijk in de omgeving van de 26e mijlpaal niets te vinden waardoor het simpelweg "26th Milestone" werd. Toen Joey Dunlop in 2000 verongelukte tijdens een race in Tallinn besloot men hem te eren met een markant punt in de Mountain Course. Joey had 26 keer een race tijdens de Isle of Man TT gewonnen en daarom was de 26e mijlpaal de aangewezen plaats.
Het officiële waarschuwingsbord bij de nadering van "Joey's" heeft de kleuren van zijn helm.

## Circuitverloop
De coureurs kunnen vrij snel door de laatste bochtencombinatie bij de Gooseneck, maar als ze accelereren tot ze ongeveer 800 meter verder bij Joey's komen merken ze al dat ze meer last hebben van de weersomstandigheden die op de Mountain Section vrij spel hebben. Dit circuitdeel is wel veel overzichtelijker omdat er in de hele Mountain Section geen boom te vinden is, maar het was niet het favoriete stuk van Joey Dunlop, die meer plezier had in het meer begroeide stuk van Ballacraine naar Ramsey. Het circuit stijgt hier nog en blijft dat ook in de volgende linker bocht richting Guthrie's Memorial doen. Graham Walker zei over de - toen nog - 26th Milestone: "Het kan volgas in de derde versnelling, maar je moet soms het gras gebruiken om snelheid te houden". Dat was in de jaren dertig en tegenwoordig zullen coureurs liever op het asfalt blijven. Ray Knight, die in 1994 stopte maar toen al 32 jaar en 40.000 kilometer ervaring op de Mountain Course had, zei over deze bochten: "gemakkelijk op een motorfiets met een matig vermogen". Toen hadden echt snelle motoren nog 150 pk, maar tegenwoordig zijn er dat meer dan 200, waardoor de bochten steeds scherper zijn geworden.

## Gebeurtenissen bij Joey's
- Tijdens de Senior TT van 2007 gebeurde er een ernstig ongeluk. Coureur Marc Ramsbotham verongelukte tijdens de vijfde ronde met een Suzuki. Hierbij kwamen ook twee toeschouwers, Dean Jackob en Gregory Kenzig, om het leven. Twee marshals, Hilary Musson en Janice Phillips, raakten gewond. Er werd een onderzoek ingesteld en een marshal werd beschuldigd van doodslag, maar later zonder aanklacht vrijgelaten. Het onderzoek richtte zich op de vraag of het verbod voor toeschouwers om zich daar te bevinden wel duidelijk was. Nog vóór de Manx Grand Prix van 2007, die later in het jaar werd verreden, werden veiligheidsmaatregelen genomen. Een deel van het talud werd afgegraven, er werd een nieuwe shelter voor de marshals gebouwd en in de winter van 2007-2008 werd de ijzeren 13th Milestone marker verwijderd. Hoewel er altijd plaatsen waren geweest die voor het publiek verboden waren, werd dit na 2007 flink uitgebreid. Bij populaire uitzichtpunten als Ballaspur, Kirk Michael, Rhencullen, de K-tree en Ramsey Hairpin mocht geen of beperkt publiek worden toegelaten en op andere plaatsen moest dit publiek verder van het circuit zitten.

(Markante punten in cursief zijn onofficiële punten of worden alleen gebruikt binnen Marshal Sectors)
1e mijl:
TT Grandstand ·
Nobles Park ·
St Ninian's Crossroads ·
Bray Hill ·
Ago's Leap ·
Quarterbridge Road ·
1st Milestone ·
2e mijl:
Wal Handley Memorial Seat ·
Quarterbridge ·
Port-y-Chee Meadow ·
Braddan Bridge ·
Jubilee Oak ·
Braddan Bridge House ·
Braddan Depot ·
Snugborough (Cronk Dhoo) ·
2nd Milestone ·
3e mijl:
Union Mills (Mullen Dhoo, Mwyllin Dhoo Aah, Mullin Doway) ·
Railway Inn ·
Ballahutchin Hill (Elm Bank Hill) ·
3rd Milestone ·
4e mijl:
Ballafreer ·
Glenlough ·
Ballagarey Corner ·
Glen Vine (Glen Darragh) ·
Ballabeg ·
4th Milestone ·
5e mijl:
Crosby ·
Crosby Left (Vicarage Corner) ·
Crosby Cross-Roads ·
5th Milestone ·
6e mijl:
Crosby Hill (Ballaglonney Hill of Halfway Hill) ·
Halfway House (The Waggon & Horses) ·
St Trinian's ·
The Highlander ·
Greeba Verandah ·
Pear Tree Cottage ·
Greeba Castle ·
6th Milestone ·
7e mijl:
Appledene (Shimmin's Corner) ·
Central Valley (Greeba Gap) ·
Greeba Bridge ·
The Hawthorn ·
Knock Breck ·
Gorse Lea ·
7th Milestone ·
8e mijl:
Ballagarraghyn ·
Ballacraine ·
Ballaspur ·
Ballig ·
8th Milestone ·
9e mijl:
Ballig Bridge ·
Doran's Bend ·
Laurel Bank ·
9th Milestone ·
10e mijl
Glen Moar Mill ·
Black Dub ·
Quarter-Distance Marker ·
The Vaish ·
Glen Helen (Glen Rhenass) ·
Sarah's Cottage ·
Creg Willey's Hill ·
10th Milestone ·
11e mijl:
Lambfell Beg ·
Lambfell (Moar) Cottage ·
Cronk-y-Voddy (Cronk-y-Voddy Straight) ·
Cronk-y-Voddy Cross Roads ·
Molyneux's ·
Cronk Bane Farm ·
11th Milestone ·
12e mijl:
Drinkwater's Bend ·
Handley's Corner (Cronk-y-Fedjag, Ballamenagh) ·
12th Milestone ·
13e mijl:
McGuinness's (Shoughlaigue Bridge) ·
Ballaskyr ·
Barregarrow Cross Roads (Cronk Aashen) ·
Barregarrow ·
Little Bray ·
Barregarrow Bottom ·
Cammal Farm ·
Cronk Urleigh ·
13th Milestone ·
14e mijl:
Ballalonna Bridge ·
Westwood Corner ·
Ballakinnag ·
14th Milestone ·
15e mijl:
Douglas Road Corner ·
Glen Wyllin Corner ·
The Mitre ·
Dave Saville Memorial Seat ·
Kirk Michael ·
The White House ·
15th Milestone ·
16e mijl:
Birkin's Bend ·
Rhencullen ·
Bishopscourt ·
Bishopscourt Farm Bends ·
Bishopscourt Straight ·
Orrisdale North ·
16th Milestone ·
17e mijl:
Dub Cottage (Bishop's Dub) ·
Alpine Cottage ·
Balla Cobb ·
17th Milestone ·
18e mijl:
Ballaugh Bridge ·
Ballaugh ·
Gwen's ·
Ballacrye Corner ·
Ballacrye ·
18th Milestone ·
19e mijl:
Quarry Bends ·
Ballavolley ·
Wildlife Park ·
Sulby Straight ·
Half-distance Marker ·
19th Milestone ·
20e mijl:
Sulby ·
Sulby Glen Hotel ·
Sulby Crossroads ·
Sulby Bridge ·
20th Milestone ·
21e mijl:
Ginger Hall ·
Kerrowmoar ·
21st Milestone ·
22e mijl:
Glen Duff ·
Glentramman ·
Temple Corner (Water Through Corner) ·
Glentramman Loop Road ·
Churchtown ·
Caravan ·
22nd Milestone ·
23e mijl:
Lezayre War Memorial ·
Ballakillingan ·
Conker Fields ·
K-tree ·
Sky Hill ·
Milntown Cottage (Pinfold Cottage) ·
Milntown Bridge (Glen Auldyn Bridge) ·
Milntown ·
Gardener's Lane ·
23rd Milestone ·
24e mijl:
Lezayre Road ·
School House Corner (Crossags, Russel's Corner) ·
Parliament Square ·
Queen's Pier Road ·
Ramsey Depot ·
Cruickshanks Corner ·
May Hill ·
24th Milestone ·
25e mijl:
Whitegates ·
Stella Maris ·
Ramsey Hairpin ·
Little Gooseneck ·
Water Works Corner ·
Ballure Reservoir ·
Mountain Section ·
Tower Bends ·
25th Milestone ·
26e mijl:
Gooseneck ·
Joey's (26th Milestone) ·
27e mijl:
Guthrie's Memorial ·
The Cutting ·
27th Milestone ·
28e mijl:
Milligan's Bridge ·
Mountain Mile ·
28th Milestone ·
29e mijl:
Three-Quarter distance marker ·
Mountain Box (East Mountain Gate, East Snaefell Gate) ·
29th Milestone ·
30e mijl:
Casey's (Rice's Corner, George's Folly) ·
Black Hut (Stonebreakers Hut, Shepherd's Hut) ·
John Smyth Memorial Shelter ·
Verandah ·
30th Milestone ·
31e mijl:
Bungalow Bridge ·
Stonebridge ·
Les Graham Memorial ·
Bungalow Bends ·
McIntyre Box ·
Murray's Museum ·
Joey Dunlop Memorial ·
The Bungalow ·
31st Milestone ·
32e mijl:
Hailwood's Rise ·
Hailwood's Height ·
Brandywell (West Mountain Gate, Beinn-y-Phott Gate, Bungalow Gate) ·
Duke's (32nd Milestone) ·
33e mijl:
Windy Corner (Nobles Corner) ·
Nobles Park Road ·
Slieu Lhost Quarry ·
Thirty-Third (33rd Milestone) ·
34e mijl:
Keppel Gate (Clarke's Corner) ·
Kate's Cottage (Shepherd's House) ·
34th Milestone ·
35e mijl:
Creg-ny-Baa (the Keppel Hotel) ·
Gob-ny-Geay (Sunny Orchard) ·
35th Milestone ·
36e mijl:
Brandish Corner (Telegraph Hill, O'Donnell's en Upper Hillberry Corner) ·
Hillberry Corner ·
36th Milestone ·
37e mijl:
Glen Dhoo Farm ·
Hillberry Road ·
Cronk-ny-Mona ·
Johnny Watterson's Lane ·
Signpost Corner ·
Bedstead Corner ·
The Nook ·
37th Milestone ·
38e mijl:
Bemahague ·
Governor's Bridge ·
Governor's Dip ·
Glencrutchery Road ·
38th Milestone